# Valkiakari (klippa i Egentliga Finland, Nystadsregionen)
Valkiakari är en ö i Finland. Den ligger i Skärgårdshavet och i kommunen Gustavs i den ekonomiska regionen  Nystadsregionen i landskapet Egentliga Finland, i den sydvästra delen av landet. Ön ligger omkring 42 kilometer väster om Åbo och omkring 190 kilometer väster om Helsingfors.
Öns area är 1 hektar och dess största längd är 180 meter i sydväst-nordöstlig riktning. Närmaste större samhälle är Tövsala, 11,6 km nordost om Valkiakari.